# ダイエー上溝店
ダイエー上溝店（ダイエーかみみぞてん）は神奈川県相模原市中央区上溝五丁目にある大型商業施設（ショッピングセンター）である。店番号は0534。
毎年7月開催の上溝夏祭り期間中は当店周辺が歩行者天国となるため、駐車場が利用できない。

## 概要
上溝駅前及び神奈川県道・東京都道57号相模原大蔵町線沿線に存在する。地上4階建て。
開業当初は、忠実屋の19号店であった。オープン当初のキャッチコピーは「ジャンボでショッピング」

## フロア構成
| 階 | フロア概要       |
| -- | ---------------- |
| RF | 閉鎖             |
| 4F | 専門店のフロア   |
| 3F | 衣料品のフロア   |
| 2F | 家庭用品のフロア |
| 1F | 食品のフロア     |

## 主なテナント
- ダイエー（スーパー）
- ドムドムハンバーガー（ハンバーガー）
- セリア（100円ショップ）
- 横浜銀行 上溝店（銀行）　※別棟にある。

## アクセス

### 鉄道
- JR相模線 上溝駅から徒歩3分。